# Luigi di Nassau
Luigi di Nassau (Dillenburg, 10 gennaio 1538 – Mook, 14 aprile 1574) è stato un generale olandese.
Era il terzo figlio del conte Guglielmo I di Nassau-Dillenburg e della sua seconda moglie, Giuliana di Stolberg-Wernigerode nonché fratello del più noto principe Guglielmo I d'Orange.
Luigi fu una figura chiave della rivolta olandese contro la Spagna e un convinto calvinista, a differenza di suo fratello Guglielmo, di cui fu anche un consigliere particolare, avendo organizzato il suo secondo matrimonio con Anna di Sassonia. Nel 1569 Guglielmo lo nominò governatore del principato di Orange.

## Il compromesso

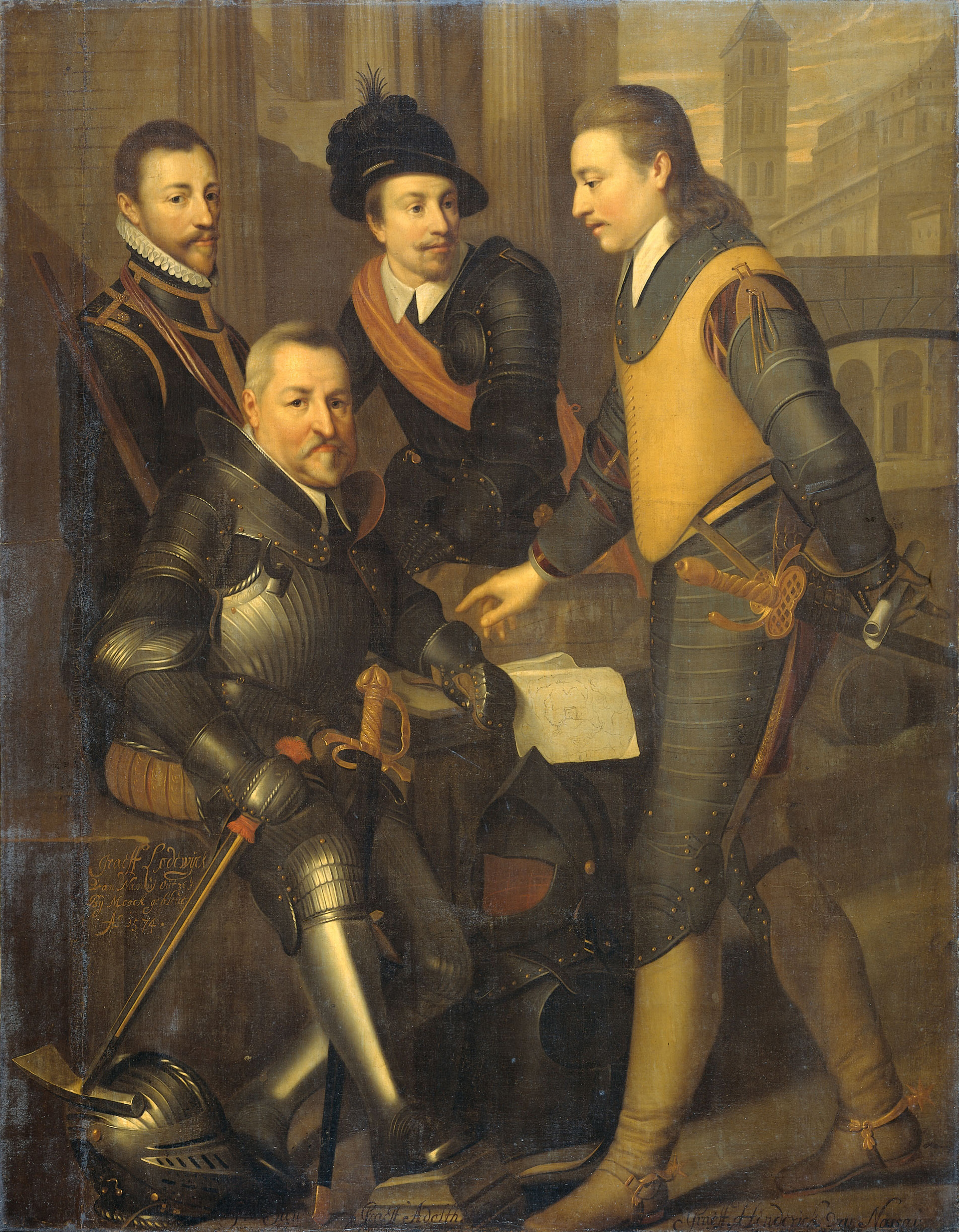
Luigi (a sinistra) coi fratelli Giovanni (seduto), Adolfo ed Enrico

Nel 1566 Luigi fu uno dei capi della lega dei nobili che siglarono il Compromesso dei Nobili, una lettera aperta in forma di petizione a re Filippo II di Spagna al quale si chiedeva di ritirare l'Inquisizione dai Paesi Bassi. Il 5 aprile 1566 al seguito di 200 cavalieri, il Compromesso venne presentato alla reggente Margherita d'Austria. Durante l'udienza uno dei suoi consiglieri, il conte Charles de Berlaymont, dovette calmare i nervi della duchessa dicendole "Quoi, Madame. Peur de ces gueux?" "Madame, ma non sarete mica spaventata da questi pezzenti?". Fu da quel momento che la politica di opposizione a Filippo II in Olanda fu denominata "dei pezzenti".

## La battaglia di Heiligerlee

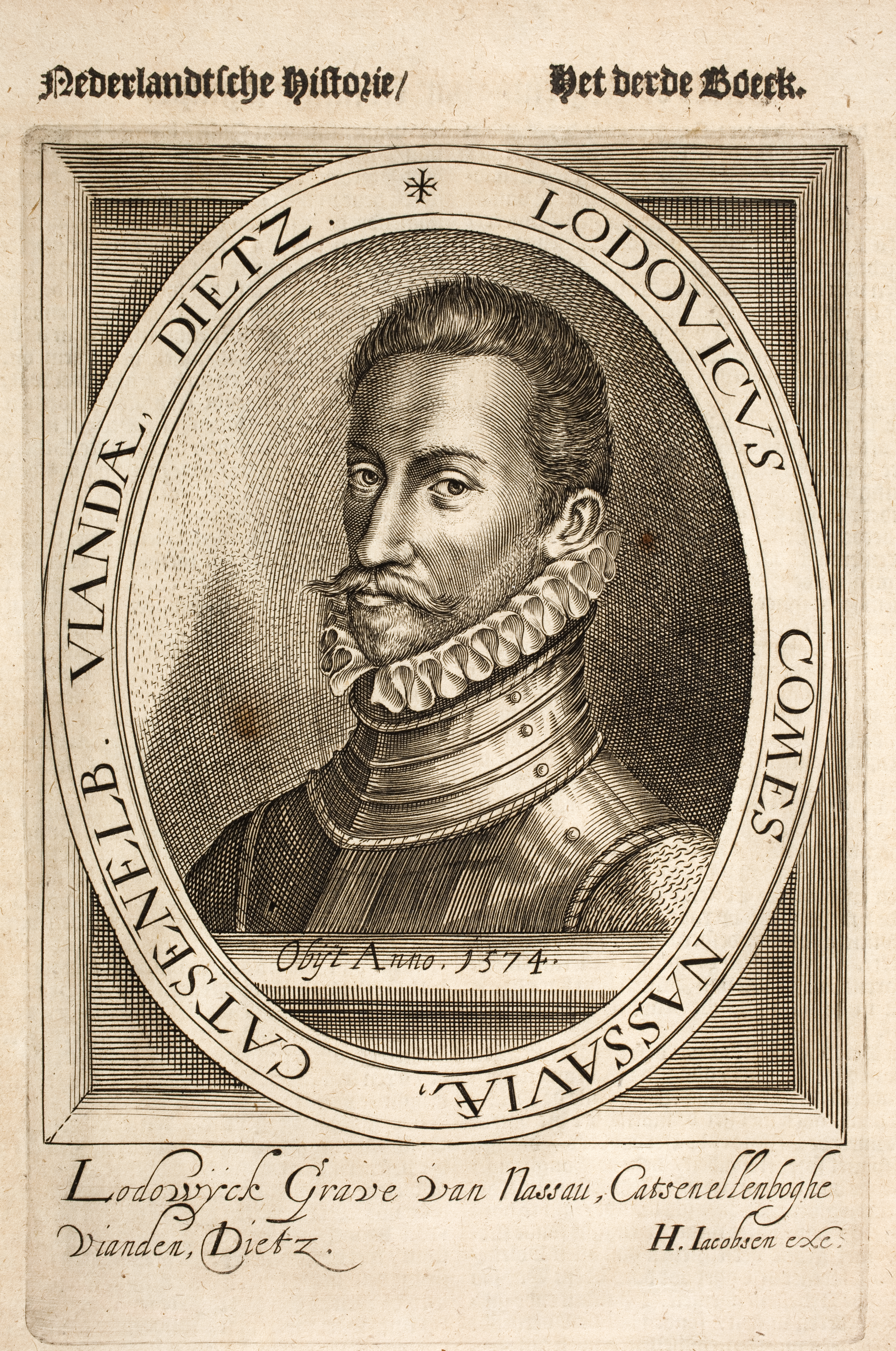
Ritratto di Luigi di Nassau nell'opera Historie der Neder-landscher ende haerder na-buren oorlogen ende geschiedenissen.., 1614 di Emanuel van Meteren.

Con l'arrivo del duca d'Alba nei Paesi Bassi, Luigi e suo fratello Guglielmo dovettero abbandonare la loro terra natia nella speranza di organizzare da fuori una resistenza armata. Ne l1568, con l'aiuto degli ugonotti francesi, furono in grado di tornare ad invadere i Paesi Bassi su tre fronti. Il fratello minore Adolfo venne dalla Frisia a nord, Jean de Villers sarebbe entrato dalla Francia da sud e gli ugonotti avrebbero invaso il territorio olandese dall'Artois.
L'esercito al comando di Luigi fu l'unico ad ogni modo ad ottenere delle vittorie concrete. Jean de Villers e le sue truppe vennero catturate due giorni dopo l'attraversamento della Mosa, mentre gli ugonotti vennero attaccati e sconfitti dalle truppe reali francesi presso Saint Valery.
Luigi entrò in Frisia il 24 aprile, fatto al quale il duca d'Alba rispose inviando un esercito al comando di Giovanni di Ligne, duca d'Aremberg. Gli spagnoli avevano forze minori ed il duca d'Arenberg voleva attendere rinforzi dal conte di Meghem, ma questi tardavano a venire e gli uomini del duca minacciarono un ammutinamento. Le due armate si scontrarono a Heiligerlee il 23 maggio, operazione nella quale Luigi riuscì a cogliere di sorpresa le truppe spagnole con un'imboscata. Luigi vinse la Battaglia di Heiligerlee ma a costo della vita di suo fratello Adolfo che invece perì nello scontro.

## La battaglia di Jemmingen
Sebbene Guglielmo avesse voluto che Luigi si fosse ritirato a Delfzijl, Luigi rimase invece a Groninga dove si scontrò con l'esercito ben più piccolo guidato dallo stesso Fernando Álvarez de Toledo, duca d'Alba (2000 spagnoli contro 12.000 protestanti). Luigi tornò quindi a Jemmingen dove, il 21 luglio 1568, battagliò per tre ore sino a quando l'esercito spagnolo non riuscì a spingere il nemico verso il fiume Ems. Molti soldati olandesi annegarono cercando di attraversare il fiume e lo stesso Luigi si salvò solo privandosi della pesante armatura ed attraversando a nuoto il corso d'acqua. Alla fine la ribellione olandese perse 7000 uomini nella sola battaglia di Jemmingen.

## Mons
Dopo la sconfitta di Jemmingen, Luigi si riunì all'armata di suo fratello Guglielmo e si riportò in Francia dove si unì agli ugonotti di Gaspard II de Coligny. Combatté nelle battaglie di Jarnac e Moncontour e fu in grado di dirigere abilmente le connessioni con il principato d'Orange.
Nel 1572 i Watergeuzen catturarono la città di Brielle e la pretese per Guglielmo. Ben presto molte altre città dell'Olanda e della Zelanda si trovarono nelle mani dei ribelli e Guglielmo venne eletto ancora una volta statolder di Olanda e Zalanda.
Luigi dal canto suo riuscì a recuperare una piccola forza armata in Francia ed entrò nell'Hainaut il 23 maggio, catturando Mons. Improvvisamente il duca d'Alba si trovò tra due eserciti con i propri uomini in ammutinamento per la mancanza di una paga adeguata. Guglielmo tentò di salvare suo fratello assediato a Mons ma dopo un attentato alla sua vita al quale riuscì a malapena a sfuggire, non fu in grado di compiere la propria missione. Il duca d'Alba fu in grado di conquistare Mons ed il 19 settembre Luigi ed il suo esercito dovettero lasciare la città, coi pieni onori di guerra.

## La battaglia di Mookerheyde

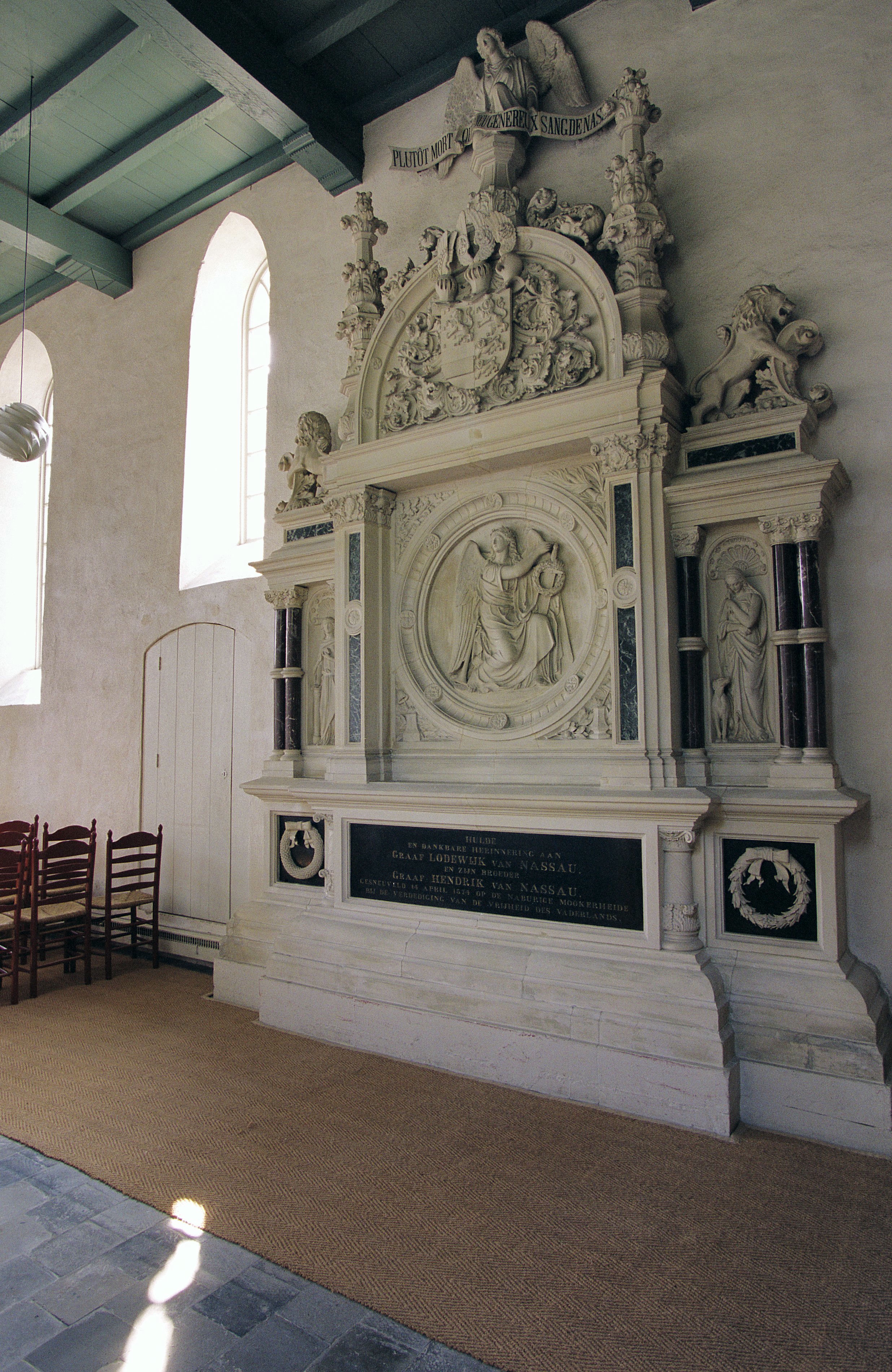
Monumento alla memoria di Luigi di Nassau nella chiesa riformata di Heumen

Nel 1574 i fondi ormai scarseggiavano e gli spagnoli erano ormai vicini a Middelburg e Leida. Nella speranza di creare un diversivo a sud, Guglielmo scrisse a Luigi chiedendogli aiuto. Nella primavera di quell'anno Luigi, assieme al fratello minore Enrico ed al figlio dell'elettore palatino, Cristoforo di Baviera, attraversarono la Mosa con il loro esercito congiunto. Essi vennero ad ogni modo nuovamente sconfitti dal generale spagnolo Sancho Dávila y Daza e lo stesso Luigi rimase ferito ad un braccio da un colpo di fucile durante l'azione. Continuò a combattere, ma perdeva continuamente sangue e venne portato via dal campo di forza e riposto in una tenda per delle cure. Quando i generali tornarono per fargli visita, Luigi era scomparso e non venne più rivisto, né vivo né morto. Anche suo fratello Enrico e Cristoforo di Baviera andarono dispersi nel corso della Battaglia di Mookerheyde.

## Antenati
|                                  |                                   |                             | Genitori                  |  |  | Nonni                            |  |  | Bisnonni |  |
|                                  |                                   |                             |                           |  |  | Giovanni IV di Nassau-Dillenburg |  |  | …        |  |
|                                  |                                   |                             |                           |  |  | Giovanni IV di Nassau-Dillenburg |  |  | …        |  |
|                                  |                                   | …                           |                           |  |  | Giovanni IV di Nassau-Dillenburg |  |  |          |  |
| Guglielmo I di Nassau-Dillenburg |                                   |                             |                           |  |  | Giovanni IV di Nassau-Dillenburg |  |  |          |  |
|                                  |                                   | Elisabetta d'Assia-Marburg  | Enrico II d'Assia-Marburg |  |  |                                  |  |  |          |  |
|                                  |                                   | Elisabetta d'Assia-Marburg  | Enrico II d'Assia-Marburg |  |  |                                  |  |  |          |  |
|                                  |                                   | Elisabetta d'Assia-Marburg  | Anna di Ketznelnbogen     |  |  |                                  |  |  |          |  |
| Luigi di Nassau                  |                                   | Elisabetta d'Assia-Marburg  |                           |  |  |                                  |  |  |          |  |
|                                  | Botho VIII di Solberg-Wernigerode | …                           |                           |  |  |                                  |  |  |          |  |
|                                  | Botho VIII di Solberg-Wernigerode | …                           |                           |  |  |                                  |  |  |          |  |
|                                  | Botho VIII di Solberg-Wernigerode | …                           |                           |  |  |                                  |  |  |          |  |
| Giuliana di Stolberg             | Botho VIII di Solberg-Wernigerode |                             |                           |  |  |                                  |  |  |          |  |
|                                  |                                   | Anna di Eppstein-Königstein | …                         |  |  |                                  |  |  |          |  |
|                                  |                                   | Anna di Eppstein-Königstein | …                         |  |  |                                  |  |  |          |  |
|                                  |                                   | Anna di Eppstein-Königstein | …                         |  |  |                                  |  |  |          |  |
|                                  |                                   | Anna di Eppstein-Königstein |                           |  |  |                                  |  |  |          |  |